# Eckart Conze

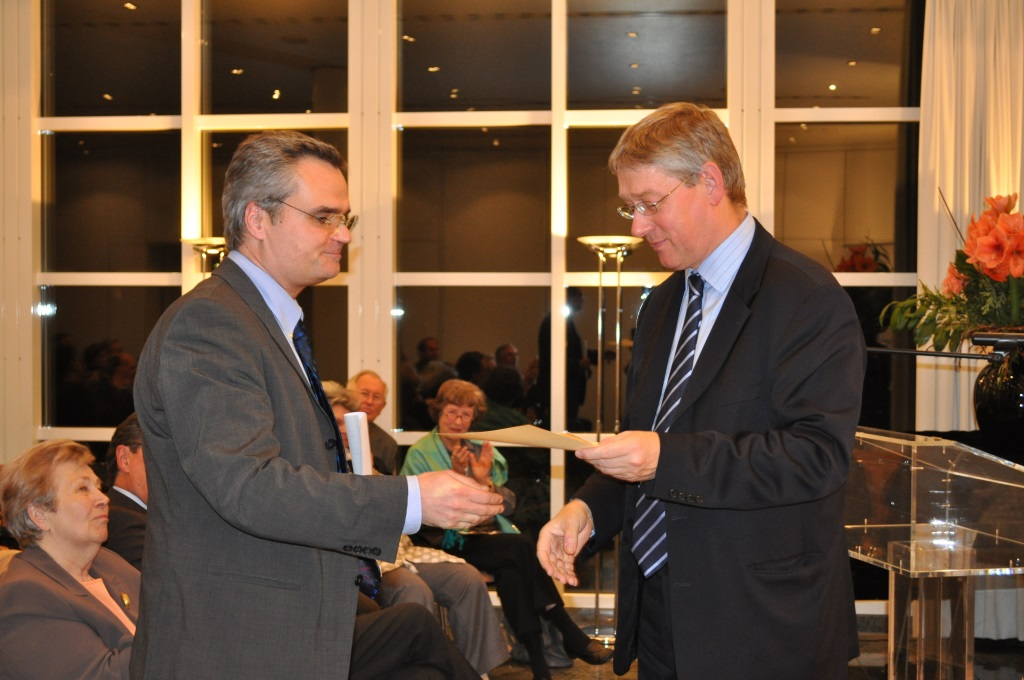
Wolf-Erich-Kellner-Preis. Verleihung 2011. Volker Stalmann (links), Laudator Eckart Conze (rechts)

Eckart Conze (* 17. Oktober 1963 in Coburg) ist ein deutscher Historiker. Seit 2003 lehrt er als Professor für Neuere und Neueste Geschichte am Seminar für Neuere Geschichte der Philipps-Universität Marburg.

## Leben und Wirken
Nach dem Abitur am Gymnasium Casimirianum im Jahr 1982 studierte Conze von 1984 bis 1989 Geschichte, Politikwissenschaft und Öffentliches Recht an den Universitäten Erlangen, Bonn und Köln sowie an der London School of Economics. Er war von 1989 bis 1991 Wissenschaftlicher Mitarbeiter bei der Stiftung Wissenschaft und Politik. Im Jahr 1993 wurde er an der Universität Erlangen bei Michael Stürmer mit der Arbeit Hegemonie durch Integration. Deutsch-französische Beziehungen in der amerikanischen Europapolitik promoviert.
Seit 1993 war Conze Wissenschaftlicher Assistent am Seminar für Zeitgeschichte der Universität Tübingen. 1999 erfolgte seine Habilitation mit der Arbeit Adel im Niedergang? Familienbiographische Studien über die Grafen von Bernstorff im 20. Jahrhundert. Von 1999 bis 2003 war er Vertretungs- und Gastprofessor in Tübingen, Erlangen und Toronto. Seit 2003 hat er eine Professur für Neuere und Neueste Geschichte an der Universität Marburg inne. Conze war Gastprofessor an den Universitäten Bologna (2006), Cambridge (2007/2008), Toronto (2015), Utrecht (2017) und am Richard-Koebner-Zentrum für deutsche Geschichte der Hebräischen Universität Jerusalem (2020). Von 2009 bis 2010 war er Dekan des Fachbereichs Geschichte und Kulturwissenschaften der Universität Marburg.
Conzes Forschungsschwerpunkte sind die deutsche, europäische und internationale Geschichte des 19. und 20. Jahrhunderts. Er leitet zudem das Marburger Internationale Forschungs- und Dokumentationszentrum Kriegsverbrecherprozesse. 2005 wurde Conze vom damaligen Bundesaußenminister Joschka Fischer in die Unabhängige Historikerkommission – Auswärtiges Amt berufen, die die Geschichte des Amtes im Nationalsozialismus und den Umgang mit dieser Vergangenheit nach 1945 eingehend untersuchte. Conze trat während der Forschungsarbeiten als Kommissionssprecher auf. Die Ergebnisse der Kommission erschienen im Oktober 2010 als Buchpublikation unter dem Titel Das Amt und die Vergangenheit. Für sein Buch Die Suche nach Sicherheit wurde Conze 2009 mit dem Preis zur Förderung der Übersetzung geisteswissenschaftlicher Werke des Börsenvereins des Deutschen Buchhandels ausgezeichnet. Im Jahr 2022 erhielt er von der Alfried Krupp von Bohlen und Halbach-Stiftung den Auftrag, die Rolle von Alfried Krupp in der Zeit des Nationalsozialismus zu untersuchen. Die Ergebnisse wurden im Juli 2023 veröffentlicht.
Conze ist seit 2012 neben Dominik Geppert, Ewald Grothe, Wolther von Kieseritzky, Anne Christine Nagel, Joachim Scholtyseck und Elke Seefried  Herausgeber des Jahrbuchs zur Liberalismus-Forschung, das im Auftrag der Friedrich-Naumann-Stiftung für die Freiheit erscheint. Er ist stellvertretender Kuratoriumsvorsitzender der Wolf-Erich-Kellner-Gedächtnisstiftung und Mitglied im Hauptausschuss der Historischen Kommission für Hessen. 2018 wurde er für vier Jahre in den wissenschaftlichen Beirat der Stiftung Garnisonkirche in Potsdam berufen. Weiterhin ist er Mitglied im wissenschaftlichen Beirat des Bundesministeriums für Verteidigung für das Zentrum für Militärgeschichte und Sozialwissenschaften der Bundeswehr. Er ist Mitglied der Vereinigung für Verfassungsgeschichte.
Eckart Conze ist mit der Historikerin Vanessa Conze verheiratet und hat drei Kinder.

## Schriften (Auswahl)
Monografien
- Die gaullistische Herausforderung. Die deutsch-französischen Beziehungen in der amerikanischen Europapolitik 1958–1963. Oldenbourg, München 1995, ISBN 3-486-56106-5 (Zugleich: Erlangen, Nürnberg, Universität, Dissertation, 1992–1993).
- Von deutschem Adel. Die Grafen von Bernstorff im zwanzigsten Jahrhundert. Deutsche Verlags-Anstalt, Stuttgart u. a. 2000, ISBN 3-421-05344-8.
- Die Suche nach Sicherheit. Eine Geschichte der Bundesrepublik von 1949 bis in die Gegenwart. Siedler, München 2009, ISBN 978-3-88680-919-6.
- Das Auswärtige Amt. Vom Kaiserreich bis zur Gegenwart (= Beck’sche Reihe. Band 2744, C.-H.-Beck Wissen). Beck, München 2013, ISBN 978-3-406-63173-3.
- Geschichte der Sicherheit. Entwicklung – Themen – Perspektiven. Vandenhoeck & Ruprecht, Göttingen 2017, ISBN 978-3-525-30094-7.
- Die große Illusion. Versailles 1919 und die Neuordnung der Welt. Siedler, München 2018, ISBN 978-3-8275-0055-7.
- Schatten des Kaiserreichs. Die Reichsgründung von 1871 und ihr schwieriges Erbe. dtv, München 2020, ISBN 978-3-423-28256-7.[8]

Herausgeberschaften
- mit Gabriele Metzler: Deutschland nach 1945. Ein Lesebuch zur deutschen Geschichte von 1945 bis zur Gegenwart (= Beck’sche Reihe. Band 4014). Beck, München 1997, ISBN 3-406-41237-8 (mehrere Auflagen).
- mit Ulrich Schlie und Harald Seubert: Geschichte zwischen Wissenschaft und Politik. Festschrift für Michael Stürmer zum 65. Geburtstag (= Internationale Politik und Sicherheit. Band 55). Nomos-Verlags-Gesellschaft, Baden-Baden 2003, ISBN 3-8329-0363-1.
- mit Ulrich Lappenküper und Guido Müller: Geschichte der internationalen Beziehungen. Erneuerung und Erweiterung einer historischen Disziplin. Böhlau, Köln u. a. 2004, ISBN 3-412-06704-0.
- mit Monika Wienfort: Adel und Moderne. Deutschland im europäischen Vergleich im 19. und 20. Jahrhundert. Böhlau, Köln u. a. 2004, ISBN 3-412-18603-1.
- Kleines Lexikon des Adels. Titel, Throne, Traditionen. C. H. Beck, München 2005, ISBN 3-406-51070-1.
- mit Norbert Frei, Peter Hayes und Moshe Zimmermann: Das Amt und die Vergangenheit. Deutsche Diplomaten im Dritten Reich und in der Bundesrepublik. Blessing, München 2010, ISBN 978-3-89667-430-2 (mehrere Auflagen; auch als Lizenzausgabe (= Bundeszentrale für Politische Bildung. Schriftenreihe. 1117). Bundeszentrale für Politische Bildung, Bonn 2011, ISBN 978-3-8389-0117-6).
- mit Jörg Schuster, Jochen Strobel und Wencke Meteling: Aristokratismus und Moderne 1890–1945. Adel als politisches und kulturelles Konzept, 1890–1945 (= Adelswelten. Band 1). Böhlau, Köln u. a. 2013, ISBN 978-3-412-21007-6.